# みやび (女優・シンガーソングライター)
みやび（1985年6月1日 - ）は、日本の女優・シンガーソングライター。本名、非公表。
鹿児島県出水市出身。フリーランス。鹿児島国際大学卒業。
ブライダルの衣装コーディネーターの職を辞め、28歳のころ、女優を志し上京。
映像作品を中心に、映画・CM・ミュージックビデオ等に出演する。
主な出演作は　映画『自由を手にするその日まで』天野友二朗監督（主演）、映画『脂肪の塊』天野友二朗監督（主演）、MV『チキンライス』ToshI　等。
2016年より、MIZUKI（みずき）名義にて、シンガーソングライターとしての活動を開始。『追憶』『恋文』『hide-and-seek』などを作詞作曲。
女優として活動する傍ら、ライブハウスなどでライブを行う。